# Félix Pisani
Pour les articles homonymes, voir Pisani.
Félix Pisani, né le 28 avril 1831 à Constantinople et mort le 7 novembre 1920 à Paris, est un savant français, chimiste, minéralogiste et vendeur de minéraux.

## Biographie
Félix Pisani est né le 28 avril 1831 à Constantinople, où son père, originaire de Venise, était diplomate pour le compte de la Russie.
Il fut rapidement attiré par la chimie probablement par son ascendance maternelle : son grand-père était Félix de Serres, disciple de Vauquelin et professeur de chimie à l'université de Clermont-Ferrand qui s'établit à Simféropol en Crimée. En 1854, sur sa recommandation, il est reçu à l'école de chimie de Gerhardt à Paris. Il devient rapidement son « élève de prédilection ».
 
« M. Félix Pisani, un des élèves de prédilection de M. Charles Gerhardl, continue, rue Monsieur le Prince, n° 39, les manipulations chimiques qui avaient été établies par l'ancien professeur de Montpellier et de Strasbourg, sous le litre : d'École de chimie pratique ».

Ce laboratoire est dirigé par Emil Kopp après le départ de Gerhardt en 1855 à cause de sa nomination à Strasbourg. Pisani lui succède comme directeur.
Parallèlement, il ouvre un premier magasin de minéralogie rue de l'Ancienne Comédie à Paris, puis rapidement s’associe, rue de Mézières, avec le minéralogiste et marchand Louis Sæmann et le géologue et botaniste, le Dr Emile Goubert, pour fonder le comptoir de géologique et botanique. Par la suite, il continue seul cette activité. Il existe des traces écrites de la vente de spécimens de minéralogie par Félix Pisani au British Museum dès 1869.
Son activité s’étendant à la paléontologie, il cède au musée Martorell (actuellement musée de géologie) de Barcelone en 1891 une importante collection, annotée par les paléontologues français M. Baron et Maurice Cossmann.
Pisani installe son laboratoire et son domicile au 8 rue de Furstenberg où il continue ses expériences de chimie et ses cours privés, mais il y tient également un comptoir pour les sciences de la terre.
Au fil du temps son laboratoire de chimie est devenu un lieu de référence pour les minéralogistes ; affluence qui le pousse à fonder, avec d’autres minéralogistes la société minéralogique de France en 1878. Il était également membre correspondant de la Société géologique de Belgique.
Le chimiste Roberto Duarte da Silva (1837-1889) fut un de ses élèves.

## Publications
Ses propres publications en chimique minérale s’échelonnent de 1854 à 1915.
Son œuvre la plus importante reste le Traité élémentaire de minéralogie, en 1875, réédité et augmenté en 1883.
On lui doit également : le Traité pratique d'analyse chimique qualitative et quantitative, éditeur F. Alcan, 1900.

## Minéralogie

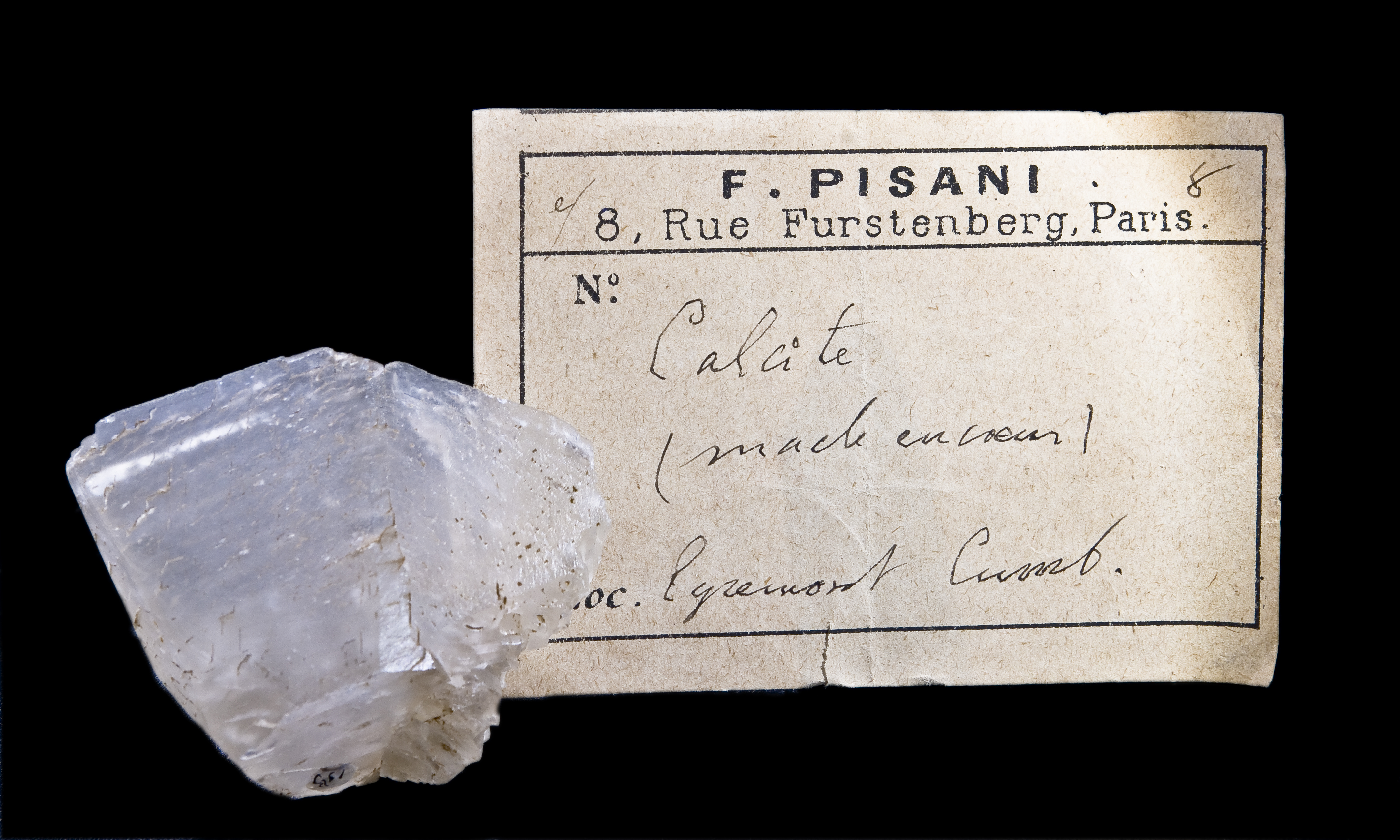
Calcite - Macle suivant[1011]- Autographe de Pisani - Egremond Cumberland Angleterre
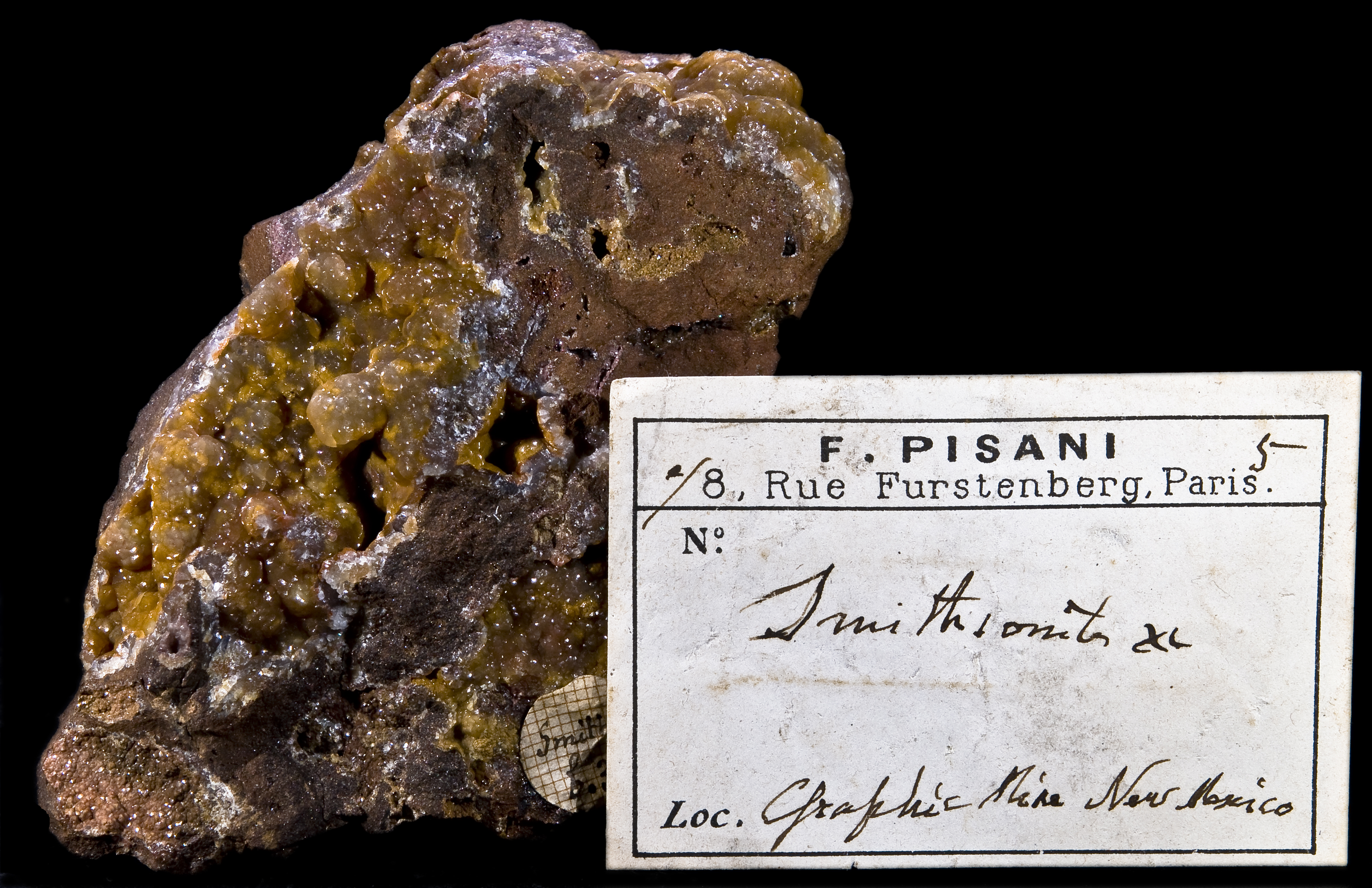
Smithsonite - Autographe de Pisani - Graphic Mine, Nouveau Mexique, États-Unis
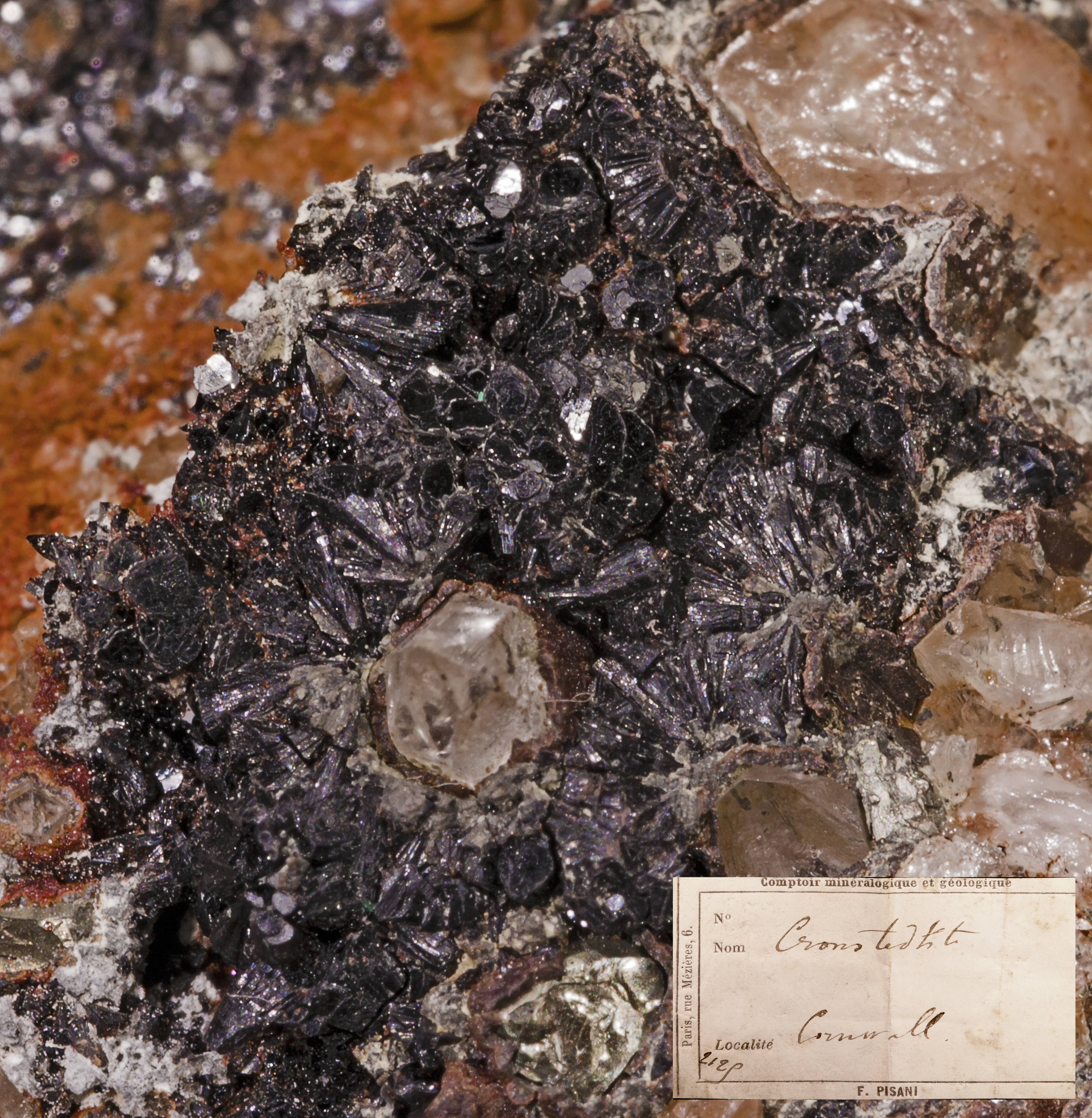
Cronstedtite- Autographe de Pisani - Cornouailles, Angleterre

On lui doit la description de nombreuses espèces minérales dont 
- La dewalquite synonyme d'ardennite
- la kalicinite en 1865. Initialement décrite sous le nom de kalicine, nouvelle espèce minérale de Chypis (Chipis) en Valais (Suisse). «Il a trouvé dans la belle collection de M. Adam, sous le nom de carbonate de potasse». Il s'agit du minéral composé de bicarbonate de potassium qui cristallise dans le système orthorhombique[6].

## Honneur
La pisanite décrite par Kenngott en 1860 lui est dédiée, mais elle s’avérera n’être qu’une variété de mélantérite cuprifère.